# Souk El Fakkahine
Le souk El Fakkahine (arabe : سوق الفكاهين soit « souk des fruitiers ») est l’un des souks de la médina de Sfax, désormais disparu,.

## Description
Le souk se situait entre le souk Erbaa El Saghir et la rue Ellakhmi (partie nord de la rue El Sayaghine), parallèlement au souk Es Sabbaghine,.
Il tire probablement son nom du terme arabe fakiha (فاكهة) signifiant « fruit », le produit principal de ce souk. Toutefois, on y trouvait aussi quelques bijoutiers juifs. De nos jours, ce souk s’est transformé en un souk de boucheries : le souk El Jazzarine.
Historiquement, le souk était mentionné à maintes reprises dans des documents officiels, dont des titres de propriété privée de la famille El Hsairi, qui remontent au XVIIe siècle.